# Club Deportivo Alfaro "B"
El Club Deportivo Alfaro "B" fue un club de fútbol de España de la ciudad de Alfaro (La Rioja), filial del C. D. Alfaro desde que en verano de 2015 el C. F. Ciudad de Alfaro fuera absorbido por éste. Dejó de competir en 2025, cuando el C. D. Alfaro decidió no inscribir al equipo en la Regional Preferente.

## Historia
El Club Deportivo Alfaro ya había tenido un equipo filial en otras etapas con el nombre de Club Deportivo Alfaro Promesas. Fue en la etapa 1976-1978, donde compitió en la Segunda Regional de Navarra, y de 1990 al 1995 donde compitió en las categorías regionales de la Federación Riojana de Fútbol
En verano de 2015, el C. F. Ciudad de Alfaro alcanzó un acuerdo con el C. D. Alfaro, por el cual pasaban a convertirse en su conjunto filial cambiando su denominación por C. D. Alfaro "B", absorbiendo sus categorías inferiores y modificando su equipación granate por la blanca del conjunto matriz.
Desde su conversión en C. D. Alfaro "B", el equipo jugó en Preferente, la mayor parte de las temporadas sin poder optar por el momento al ascenso a Tercera División debido a la presencia del C. D. Alfaro en esta división, hasta el año 2025, cuando el C. D. Alfaro decidió descontinuar este filial.

## Uniforme
- Uniforme titular: Camiseta blanca, pantalón negro y medias blancas.

## Estadio
Estadio La Molineta, con capacidad para 2.500 personas, cuyo uso comparte con su primer equipo. Dimensiones 100x66 metros.

## Datos del club
- Temporadas en Primera División: 0
- Temporadas en Segunda División: 0
- Temporadas en Segunda División B: 0
- Temporadas en Tercera División: 0
- Mejor puesto en la liga: 6.º en Regional Preferente de La Rioja (temporada 2016-17)

### Histórico de temporadas
| Temporada | División     | Puesto |
| --------- | ------------ | ------ |
| 1976-77   | 2.ª Regional | 5.º    |
| 1977-78   | 2.ª Regional | 12.º   |
| 1978-1990 | Inactivo     | —      |
| 1990-91   | 1.ª Regional | 6.º    |
| 1991-92   | Preferente   | 7.º    |
| 1992-93   | Preferente   | 11.º   |
| 1993-94   | Preferente   | 19.º   |
| 1994-95   | Preferente   | 18.º   |
| 1994-2015 | Inactivo     | —      |
| 2015-16   | Preferente   | 8.º    |

| Temporada | División        | Puesto |
| --------- | --------------- | ------ |
| 2016-17   | Preferente      | 6.º    |
| 2017-18   | Preferente      | 7.º    |
| 2018-19   | Preferente      | 12.º   |
| 2019-20   | Preferente      | 10.º   |
| 2020-21   | Preferente      | 11.º   |
| 2021-22   | Preferente      | 17.º   |
| 2022-23   | Preferente      | 16.º   |
| 2023-24   | Preferente (G1) | 7.º    |
| 2024-25   | Preferente      | 9.º    |

LEYENDA
```
 :Ascenso de categoría

 :Descenso de categoría
```